# Nathan Martz
Nathan Gene Martz (Chilliwack, Brit Columbia, 1981. március 4. –) kanadai profi jégkorongozó, csatár. 2000-ben a New York Rangers az 5. körben 140. helyen draftolta. A 2008–2009-es szezonban az Alba Volán SC meghatározó játékosa volt. Egyéves olasz kitérő után visszazért Magyarországra, de 2010 decemberében a magyar klub szerződést bontott vele a szezon első felében nyújtott gyenge teljesítménye miatt.

## Pályafutása
- 1997–2000 – Chilliwack Chiefs (BCHL)
- 2000–2004 – U. of New Hampshire (NCAA)
- 2004–2005 – Long Beach Ice Dogs (ECHL)
- 2005–2007 – Stockton Thunder (ECHL)
- 2007–2008 – Storhamar IL (Eliteserien NOR)
- 2008-2009  – Alba Volán SC (EBEL/OBI)
- 2009-2010 - HC Alleghe (Seria A)
- 2010-2010 dec. Sapa: Fehérvár AV19 (EBEL)

## Külső hivatkozások
- Nathan Martz statisztikája
- Nathan Martz az Eurohockey-en
- Az Alba Volán honlapján
- Nathan Martz az NHL.com-on